# Neudorf-Weimershof
Neudorf-Weimershof (en luxemburguès: Millebaach) és un dels 24 barris de la ciutat de Luxemburg. El 2014 tenia 5.306
habitants. Està situat a l'extrem est de la ciutat just al sud-est amb Kirchberg i està format per dues villes Neudorf i Weimershof.

## Personalitat notable
- Anne Beffort, nascuda a Neudorf el 1880 fou una escriptora i la primera luxemburguesa que va obtenir un doctorat. Va ser membra fundadora de la primera escola per a nenes a Luxemburg i després del museu Victor Hugo a Vianden.